# Референдум о независимости Эритреи (1993)
Референдум о независимости Эритреи был проведён 23—25 апреля 1993 года, по его результатам Эритрея получила независимость от Эфиопии.
Миссия наблюдателей ООН по наблюдению за ходом референдума была учреждена в соответствии с резолюцией Генеральной Ассамблеи от 16 декабря 1992 года и продолжалась до 25 апреля 1993 года. Под наблюдение было поставлено большинство, если не все, из 1014 избирательных участков. Всего было представлено 38 стран. 40 наблюдателей были размещены в Эфиопии и Судане для проверки голосования эритрейцев в этих странах. Назначенные представители также наблюдали за референдумом в некоторых других странах, например Канада, Италия, США и скандинавские страны. Референдум был признан справедливым.

## Результаты
| Регион                 | Всего голосов | «Да»                | «Нет»         | Недействительно |
| ---------------------- | ------------- | ------------------- | ------------- | --------------- |
| Асмэра                 | 128 620       | 128 443 (99,86 %)   | 144           | 33              |
| Барка                  | 44 472        | 44 425 (99,89 %)    | 47            | 0               |
| Денкалия               | 26 027        | 25 907 (99,54 %)    | 91            | 29              |
| Гаш-Сетит              | 73 506        | 73 236 (99,63 %)    | 270           | 0               |
| Хамасиен               | 76 716        | 76 654 (99,92 %)    | 59            | 3               |
| Акеле Гузай            | 92 634        | 92 465 (99,82 %)    | 147           | 22              |
| Сахель                 | 51 187        | 51 015 (99,66 %)    | 141           | 31              |
| Семхар                 | 33 750        | 33 596 (99,54 %)    | 113           | 41              |
| Серае                  | 124 809       | 124 725 (99,93 %)   | 72            | 12              |
| Сенхит                 | 78 540        | 78 513 (99,97 %)    | 26            | 1               |
| Борцы за независимость | 77 579        | 77 512 (99,91 %)    | 21            | 46              |
| Судан                  | 154 058       | 153 706 (99,77 %)   | 352           | 0               |
| Эфиопия                | 57 706        | 57 466 (99,58 %)    | 204           | 36              |
| Другие страны          | 82 806        | 82 597 (99,75 %)    | 135           | 74              |
| Всего                  | 1 102 410     | 1 100 260 (99,81 %) | 1822 (0,17 %) | 328             |